# 펠리피 도글라스 마샤두
펠리피 도글라스 마샤두(포르투갈어: Felipe Douglas Machado, 2003년 2월 27일 )는 브라질의 축구 선수이다.

## 참고 문헌
- “KFA 통합경기정보 시스템”. 대한축구협회.